# Носса-Сеньора-ду-Популу
Носса-Сеньора-ду-Популу (порт. Nossa Senhora do Pópulo)  —  район (фрегезия) в Португалии,  входит в округ Лейрия. Является составной частью муниципалитета  Калдаш-да-Раинья. По старому административному делению входил в провинцию Эштремадура. Входит в экономико-статистический  субрегион Оэште, который входит в Центральный регион. Население составляет 14 451 человек на 2001 год. Занимает площадь 12,10 км².